# Пихлап, Лаури
Лаури Пихлап (эст. Lauri Pihlap, род. 9 марта 1982 г. в г. Таллин) — эстонский певец. Исполняет песни в стихе поп, R&B и хип-хоп.
В 2000 году присоединился к группе 2XL (позднее известная как Soul Militia.
В 2007 году он начал свою сольную карьеру под псевдонимом Lowry. Его дебютный альбом называется «Раздвоение личности» (2007). В 2009 году он участвовал в Eesti Laul 2009, дойдя до финала.
Принял участие в Eesti Laul 2022 с песней «Take Me Home» («Забери меня домой»), написанной им самим, но не прошел из четвертьфинала.